# Polyrhachis inclusa
Polyrhachis inclusa é uma espécie de formiga do gênero Polyrhachis, pertencente à subfamília Formicinae.